# Plastinație

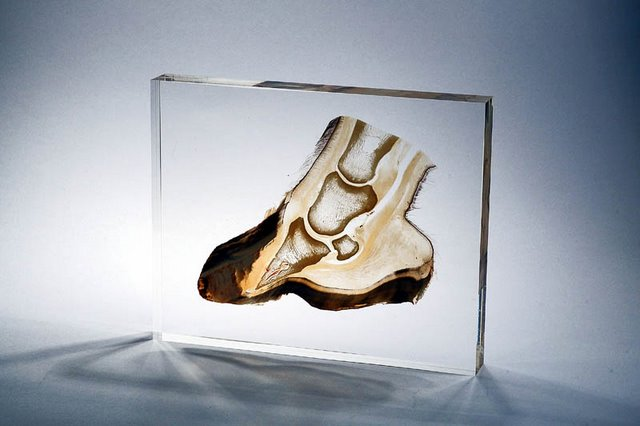
O copită de cal bolnav secționată și plastinată, montată pentru scopuri didactice.

Plastinația sau plastinarea este o tehnică sau un procedeu utilizat în anatomie de conservare a organelor sau a diferitelor părți ale corpului. Tehnica a fost descoperită pentru prima oară de către Gunther von Hagens în 1977. Apa și grăsimea sunt înlocuite cu anumite materiale plastice, obținându-se exemplare care pot fi atinse, acestea nu miros și nu se degradează. Ele pot chiar să păstreze foarte multe din proprietățile mostrei inițiale.

## Istoria

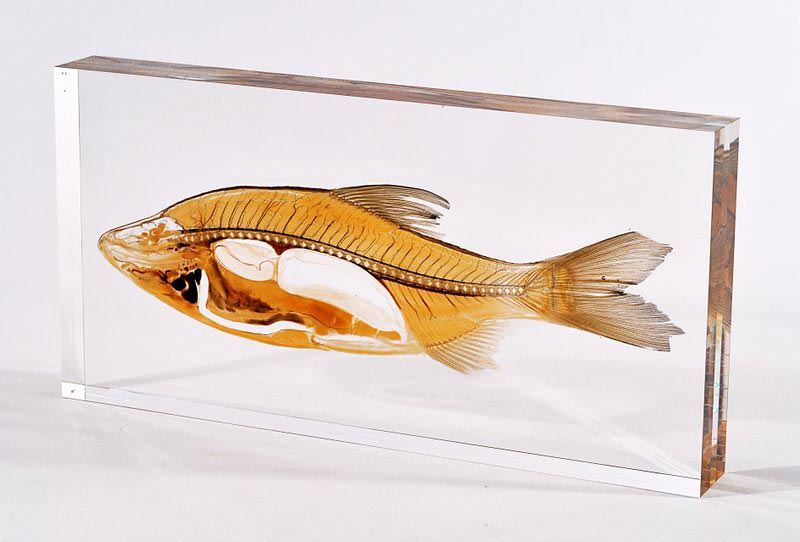
Un pește plastinat

În noiembrie 1979, Gunther von Hagens a aplicat pentru un patent german, propunând ideea de a conserva permanent țesuturi animale și vegetale prin impregnare cu rășină sintetică. De atunci, von Hagens a aplicat pentru mai multe brevete în SUA cu privire la munca de conservare a țesuturilor biologice cu ajutorul polimerilor.
Datorită succesului brevetelor sale, von Hagens a continuat prin formarea unui Institut pentru Plastinare în Heidelberg, Germania, în 1993. Institutul pentru Plastinare, împreună cu von Hagens, a prezenat pentru prima oară corpuri plastinate în Japonia, în 1995, expoziție ce a atras mai mult de trei milioane de vizitatori. Institutul are trei centre internaționale de plastinare: în Germania, Kârgâzstan și China.

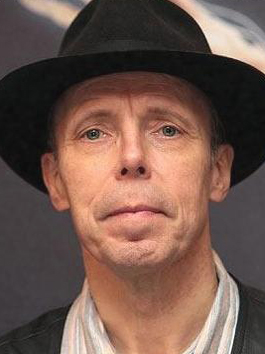
Gunther von Hagens

## Controverse
Există semne de întrebare în creștere cu privire la consimțământul celor plastinați. Cu peste 20 de ani în urmă, von Hagens a înființat un program de donare a corpului în Germania și a obținut peste 9.000 de semnături de la donatori în acest program: aproximativ 531 dintre aceștia au murit deja. Programul a raportat o medie de un corp cu o zi pentru a fi supus procesului de plastinare. Nouăzeci la sută dintre donatorii înregistrați sunt de etnie germană. Deși von Hagens afirmă că urmează cu strictețe procedurile de aprobare pentru exemplarele întregi, el susține că „consimțământul nu este important atunci când e vorba de părți ale corpului”. Donarea de corpuri către Von Hagens este acum gestionată de către Institutul pentru Plastinare (IfP) înființat în 1993.

### Consimțământul

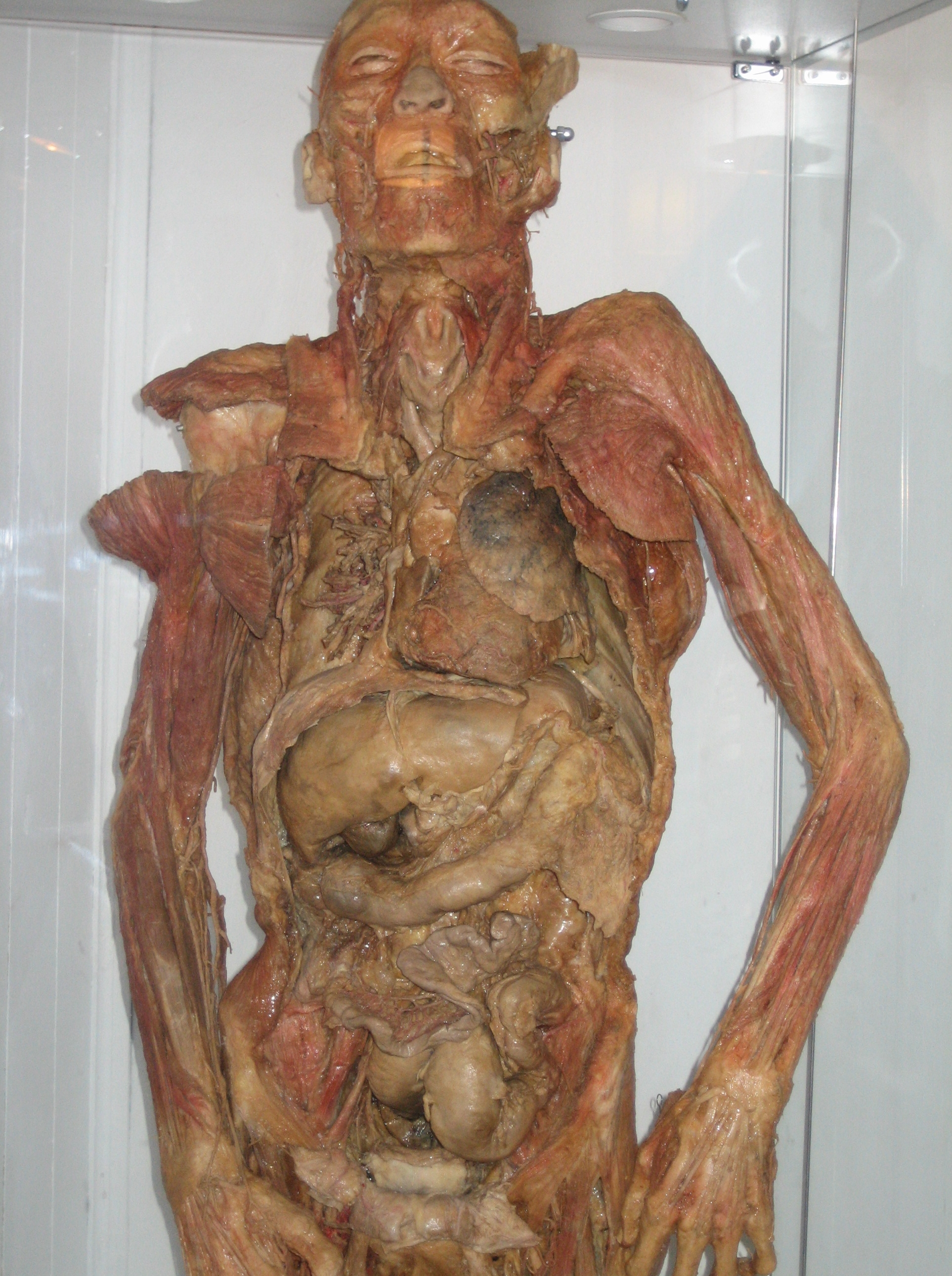
Un exponat al corpului uman plastinat cu silicon la Muzeul de Sănătate din Estonia.

Consimțământul este unul din subiectele principale de discuție. În ianuarie 2004, revista germană de știri Der Spiegel a raportat că von Hagens a folosit cadavre de prizonieri executați în China; Von Hagens a contestat, spunând că nu cunoștea originea corpurilor și a returnat șapte cadavre disputate înapoi în China. În 2004, von Hagens a obținut o injuncție împotriva lui Der Spiegel pentru acele acuzații.  Paul Harris, directorul Consiliului de Stat al serviciilor funerare din Carolina de Nord, a declarat: „Cineva de la un anumit nivel de guvernare ar trebui să i se arate măcar un certificat de deces, o declarație din partea vreunui îmbălsămător, acte de donare ... Acesta ar fi un standard rezonabil în cazul de față.”  Fiona Ma, membră a ansamblului legislativ (D-San Francisco) a spus: „Aceste expoziții au beneficii educaționale importante, dar folosirea trupurilor împotriva voinței unei persoane este inacceptabilă.”
Răspunsul la întrebările în legătură cu pacienții decedați din spitalele din Kârgâzstan și prizonierii executați din China - au fost că în mod categoric nu au fost niciodată folosiți pentru o astfel de expoziție de cadavre plastinate. În 2001, ofițerii vamali au interceptat 56 de cadavre și sute de mostre de creier trimise de la Academia Medicală din Novosibirsk către laboratorul lui von Hagens din Heidelberg, Germania. Cadavrele au fost obținute cu ajutorul unui examinator medical rus, condamnat anul trecut de vânzarea ilegală de cadavre ale persoanelor fără adăpost, a prizonierilor și a pacienților bolnavi din spital. Von Hagens nu a fost acuzat de nici un delict și își menține ideea că cadavrele lui sunt obținute numai prin intermediul unor canale juridice și etice adecvate.
Din punct de vedere etic, consimțământul nu este reglementat la nivel mondial după aceleași standarde. „Această lucrare este apoi separată de corpuri, care apoi pot fi utilizate ca exponate sau vândute pe bucăți către școlile medicale. Nimeni nu va ști cu certitudine, deoarece fiecărui cadavru plastinat i se respectă anonimatul pentru a proteja intimitatea celui care l-a donat.”  Hans Martin Sass , Profesor de filozofie cu specialitate în etică, fost angajat la Centrul de Științe din California pentru a investiga expoziția Body Worlds înainte de premiera acesteia în Statele Unite în 2004. Hans a corelat peste 200 de formulare de donare cu certificatele de deces, însă nu a putut corela actele cu cadavrele pe care Hagens le folosea în expoziție.